# 陈宝琛故居
陈宝琛故居是清朝高级官员、学者陈宝琛在北京的故居，位于中国北京市西城区灵境胡同33号。现为西城区普查登记文物。

## 历史
1935年4月15日，《北平晨报》刊登了陈宝琛“丧居北平灵境胡同7号院”的讣闻，陈宝琛在此院逝世。北京市档案馆所藏的1947年9月《北平市政府警察局内二分局户口调查表》载，灵境胡同7号为“官房”，是交通部平津铁路局宿舍。
今灵境胡同东段原是北京皇城西墙的所在地。北京皇城西墙北段及中段于1920年代拆除，原址拓建为道路。民国二十四年（1935年）北平市《内二区平面图》载，今灵境胡同东段即西黄城根南街以东部分标为“皇城根”，今灵境胡同西段则标为“灵境”。中华人民共和国成立后，灵境胡同与原东西走向的“皇城根”合并，统一为灵境胡同，并对该胡同的门牌号重新编号，路北为单号，自东向西递增。北京市公安局西长安街派出所出具的《新旧门牌号码对照表》第119页载，重新编号前的灵境胡同7号，成为今灵境胡同33号。
中华人民共和国时期，今灵境胡同33号院为铁路局的职工宿舍，仍属于公房。2013年初，灵境胡同33号院东半部分被拆除，原址准备给一所小学做操场。2013年3月，文保人士崔金泽向西城区文委递交“陈宝琛旧居——灵境胡同33、37号院文物认定申请”，认为国家文物局《中国文物图集——北京卷》记载的陈宝琛故居在今灵境胡同19号院的信息是错误的。2014年5月9日，西城区文委将灵境胡同33、37号院认定为“不可移动文物”，属于“清－民国”时期的传统四合院建筑。两座院落已被西城区文委列入西城区普查登记文物，属尚未核定等级的文物保护单位。西城区文委称，灵境胡同33号院的产权不归陈宝琛，陈宝琛只是在此租住，所以对是否将该处定性为陈宝琛故居，还有待专家考证确认。
2014年3月，灵境胡同33号院的垂花门装饰构件遭盗毁，包括垂莲柱、绦环板等构件都被野蛮盗凿毁坏，挖走雕花部分。西城区文委已联系该院的产权单位向公安机关报案，并联系当地居委会加强对该院的保护。

## 建筑
灵境胡同33号院内有一座一殿一卷式垂花门。33号院的大门为三开间，门板安在中柱上面，门上有雀替、彩绘。